# Idly Walpoth
Ida „Idly” Walpoth, z domu Born (ur. 24 listopada 1920 w Zurychu, zm. 19 marca 2014 w Gstaad) – szwajcarska narciarka alpejska, uczestniczka zimowych igrzysk olimpijskich 1952 rozgrywanych w Oslo.

## Osiągnięcia

### Igrzyska olimpijskie
| Miejsce | Dzień     | Rok  | Miejscowość | Konkurencja   | Czas biegu  | Strata   | Zwyciężczyni         |
| ------- | --------- | ---- | ----------- | ------------- | ----------- | -------- | -------------------- |
| 25.     | 14 lutego | 1952 | Oslo        | Slalom gigant | 2:20.8 min. | +14.0 s. | Andrea Mead-Lawrence |
| 12.     | 17 lutego | 1952 | Oslo        | Zjazd         | 1:53.8 min. | +7.0 s.  | Trude Jochum-Beiser  |